# Chotont
Chotont (mong. Хотонт сум) – jeden z 19 somonów ajmaku północnochangajskiego leżący w jego południowo-wschodniej części. Siedzibą administracyjną somonu jest Chunt znajdujący się 350 km od stolicy kraju, Ułan Bator i 90 km od stolicy ajmaku, Cecerlegu. W 2010 roku somon liczył 3884 mieszkańców.

## Gospodarka
Główne zajęcie ludności stanowi pasterstwo. Występują złoża rudy żelaza i biotyt. Usługi: warsztaty, szkoła, szpital, zakłady.

## Geografia
W południowej części terytorium dominują pasma Changaj: Öndör Sant, Bajandzürch, Chotont. W środkowej i północnej części somonu roztacza się dolina rzeki Orchon.
Somon leży w strefie surowego klimatu kontynentalnego. Średnie temperatury stycznia wynoszą od -20 do -21 °C, natomiast czerwca od 16 do 18 °C. Średnia roczna suma opadów waha się od 300 do 400 mm.

## Fauna
Na terenie somonu występują m.in. lisy, wilki, jelenie, korsaki, manule, zające i świstaki syberyjskie.

## Turystyka
W okolicy znajdują się klasztory Töwchön chijd i Erdenedzuu chijd oraz wodospady Orchony Ulaan Cutgalan chürchree na rzece Orchon.